# Tomato Records
The Tomato Music Co. Ltd, également connu sous le nom de Tomato Records, est un label discographique indépendant américain.

## Histoire
Le label est fondé à New York en 1977 par Kevin Eggers
Succédant à ses précédents labels Utopia et Poppy, le label était auto-distribué et a publié des albums d'artistes influents tels que Townes Van Zandt, Lightnin' Hopkins, Leadbelly, Chris Smither (en), Dave Brubeck, Johnny Shines, Nina Simone, Annette Peacock, Harry Partch, John Cage, Philip Glass, Merle Haggard et Albert King.
Rhino Records a assuré la distribution du catalogue de Tomato Records dans les années 1990, avant que le label ne ferme ses portes. Il été relancé en 2002.